# Autofahrerrundwanderweg

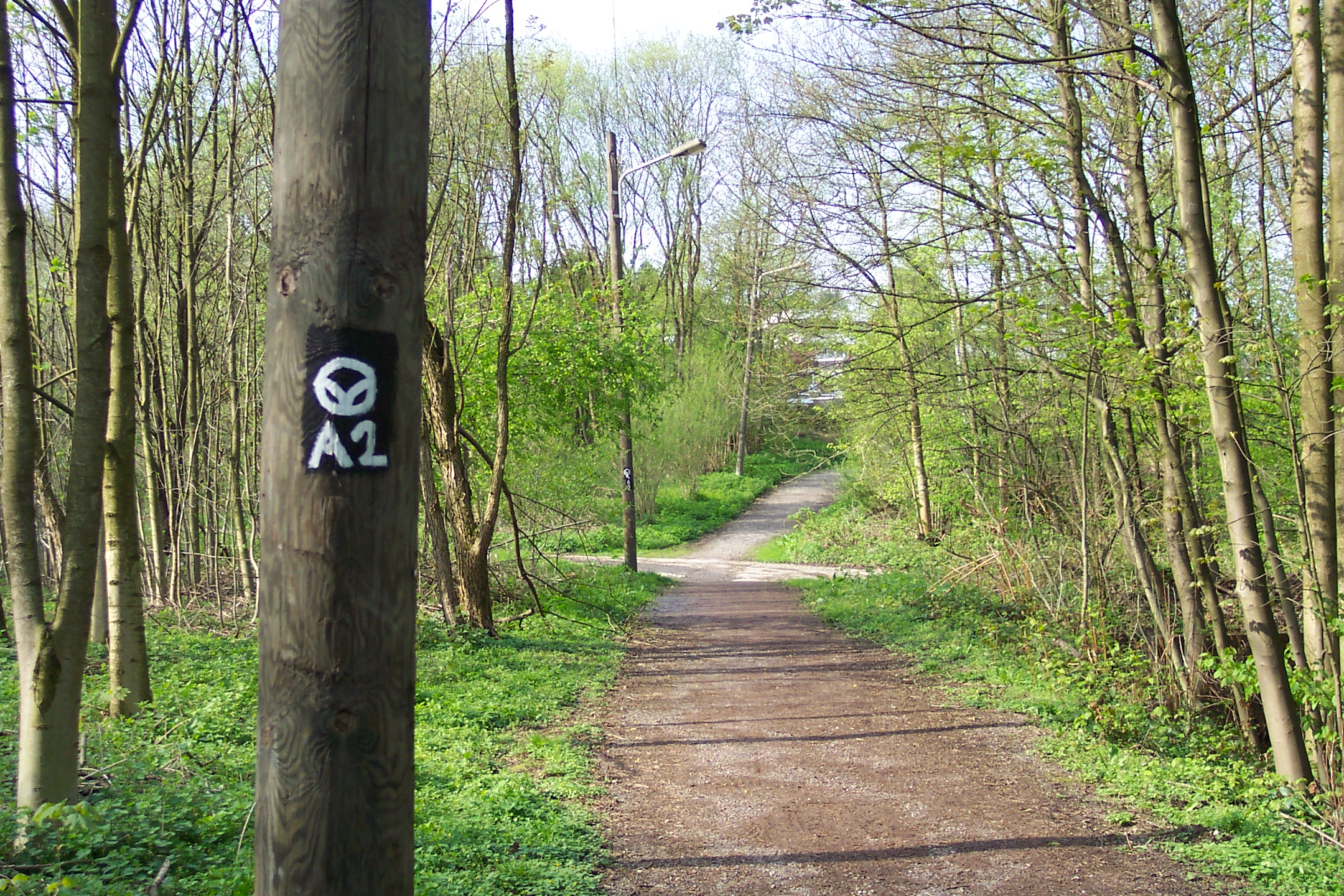
Ein Autofahrerrundwanderweg A2, in Wuppertal

Zeichen 317 (Deutschland) für einen Wandererparkplatz, Ausgangspunkt für die Autofahrerrundwanderwege

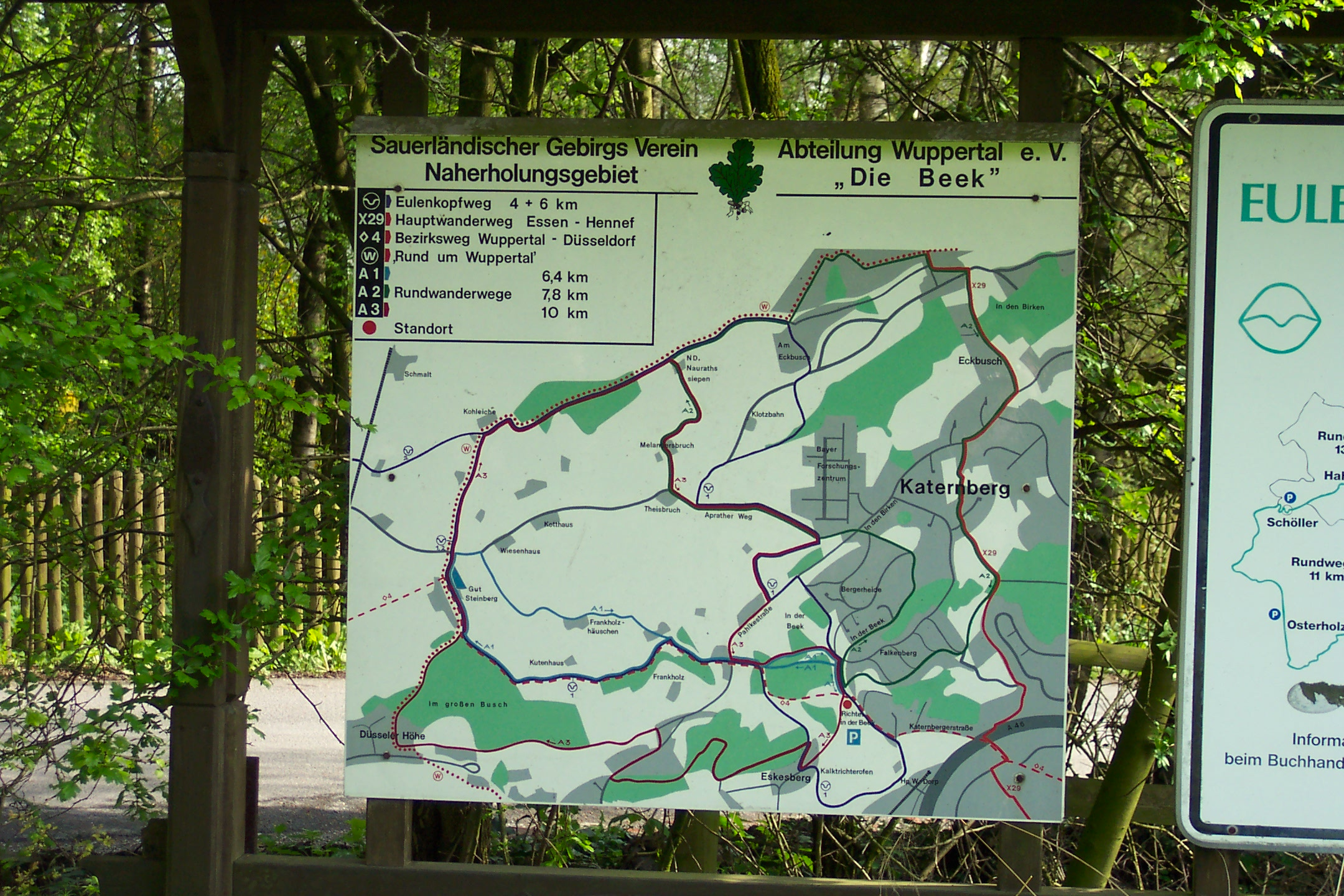
Wandertafel u. a. mit den vom Wandererparkplatz ausgehenden Autofahrerrundwanderwegen A1, A2, A3 in Wuppertal. Alleine im Stadtgebiet existieren noch knapp ein Dutzend weitere Rundwege mit identischen Wegzeichen, die von anderen Wandererparkplätzen ausgehen.

Als Autofahrerrundwanderweg (oder kurz A-Weg) werden in Deutschland mit speziellen Wegzeichen markierte Rundwanderwege mit einer Länge zwischen einem und zwanzig Kilometern bezeichnet.

## Geschichte
In der ersten Hälfte des 20. Jahrhunderts führten markierte Wanderwege zumeist als sogenannte Zielwanderwege in der Regel von und zu Orten, die mittels Eisen- oder Straßenbahnen gut an die Nahverkehrsnetze angebunden waren. Der Individualverkehr zum Zweck der Ausübung von Freizeitaktivitäten war eher unbedeutend, so dass die Mehrheit auf diese Anbindung mittels öffentlichen Verkehrsmitteln angewiesen war. 
Einzelwanderer, die Gruppen der zu dieser Zeit beliebten Wandervereine und der Wanderbewegung sowie die zahlreichen Familienausflügler fuhren üblicherweise mit öffentlichen Verkehrsmitteln zum Beginn ihrer Wanderstrecke, erwanderten den markierten Weg bis zu seinem Ende und fuhren von dort mit weiteren öffentlichen Verkehrsmitteln wieder zurück. 
Mit der zunehmenden Motorisierung großer Bevölkerungsteile und dem zeitgleichen Rückzug des schienengebundenen ÖPNV aus der Fläche verloren diese Zielwanderwege aufgrund der vermehrt schlechteren Erreichbarkeit der Start- und Zielpunkte zunehmend an Attraktivität. Auch wurden die üblichen Weglängen von Spaziergängern zunehmend als zu hoch empfunden. In den 1960er Jahren setzten mehrere Wandervereine wie z. B. der Sauerländische Gebirgsverein dieser für sie negativen Entwicklung in Zusammenarbeit mit dem ADAC die gemeinsame Idee des Autofahrerrundwanderwegs entgegen. 
Das Konzept sah vor, spezielle Parkplätze zu schaffen, von denen mehrere Rundwanderwege unterschiedlicher Länge und unterschiedlichen Schwierigkeitsgrades ausgehen. Diese Wandererparkplätze fanden in Form der Bildtafel 317 auch Eingang in die deutsche Straßenverkehrsordnung. Durch die Schaffung von Rundwanderwegen anstelle der zuvor überwiegenden Zielwanderwege wurde das Problem der unterschiedlichen An- und Abreise zu den Wanderwegen behoben. Der Wanderer konnte die Wanderung an beliebigen Punkten des Weges beginnen und sich anschließend darauf verlassen, gegen Ende des Weges wieder zu seinem Ausgangspunkt (und Fahrzeug) geleitet zu werden.
Diese Wanderwege wurden mit einem neu konzipierten einheitlichen Wegzeichen versehen, das zum einen den ortsfremden Nutzer sicher zu seinem Ausgangspunkt zurückleitet und zum anderen Quereinsteigern den Einstieg an beliebiger Stelle erlaubt und den Wanderweg auch direkt als Autofahrerrundwanderweg identifiziert. Als Wegzeichen wurde der Buchstabe A (für Autofahrerrundwanderweg) kombiniert mit einer Zählziffer, beispielsweise A1, A2, A3 ... usw. gewählt. 
An den Wandererparkplätzen erläutern häufig Übersichtstafeln die Länge und den Verlauf der Autofahrerrundwanderwege. Innerhalb einer Stadtgemeinde oder sogar kleinteiliger innerhalb eines Erholungsgebietes gibt es oft mehrere verschiedene Autofahrerrundwanderwege mit derselben Zählziffer. Diese berühren oder kreuzen sich aber nicht, so dass ein ausgewiesener Weg immer eindeutig ist. In zunehmendem Maße werden die Autofahrerrundwanderwege in beide Gehrichtungen markiert. Die Autofahrerrundwanderwege sind als heute übliche Art von Ortswanderwegen in Wanderkartenwerken verzeichnet. In Deutschland sind mehrere hunderttausend Kilometer als Autofahrerrundwanderwege in der Landschaft markiert.